# Valentin Doering
Valentin Doering (* 4. Mai 1941 in München; † 15. Februar 2023) war ein deutscher römisch-katholischer Geistlicher.

## Leben
Valentin Doering besuchte das Bamberger Ottonianum trat in das Priesterseminar des Erzbistums Bamberg ein und studierte Theologie und Philosophie. 1969 empfing er im Bamberger Dom die Priesterweihe. Er war zunächst als Kaplan in Nürnberg, dann als Präfekt und Studentenpfarrer in Bamberg tätig. Von 1973 bis 1976 war er Assistent an der Katholisch-Theologischen Fakultät der Universität Wien und wurde mit der Arbeit Benedikt Maria von Werkmeister. Reflexion und Praxis eines Aufklärungstheologen am 30. Juni 1976 zum Dr. theol. promoviert.
Anschließend war Doering im Seelsorgeamt des Ordinariates in Bamberg tätig. 1976 wurde er zum Domvikar ernannt. 1983 erfolgte die Berufung zum Domkapitular und Bestellung zum Leiter der Hauptabteilung Seelsorge im Bamberger Erzbistum. Somit war er von 1983 bis 1994 auch Bischöflicher Beauftragter für den Diözesanrat der Katholiken der Erzdiözese Bamberg und damit Mitglied im Landeskomitee der Katholiken in Bayern. Später wurde er Geistlicher Beauftragter der Freisinger Bischofskonferenz für das Landeskomitee und gehörte dessen Präsidium an.
Valentin Doering wurde am 1. Februar 1994 erster Leiter des neugegründeten Katholischen Büros in Bayern mit der Aufgabe Nahtstelle zwischen Kirche, Politik und Gesellschaft zu sein. 2006 ging er in den Ruhestand; sein Nachfolger wurde Peter Beer.
Doering war Mitglied des Kuratoriums der Katholischen Stiftungsfachhochschule München sowie Mitglied des Vorstandes der Hanns-Seidel-Stiftung. Mehrere Jahre war er Vorsitzender des Fernsehrates des Bayerischen Rundfunks. Er engagierte sich für den Journalistennachwuchs im Rahmen einer Beiratsmitgliedschaft der KNA-Promedia-Stiftung der Katholischen Nachrichten-Agentur. Doering engagierte sich für die Problematik des Kirchenasyls für Menschen in schwierigen Lebenssituationen ebenso wie für die Konsolidierung der Sozialwerke des Deutschen Ordens. Er unterstützte die Stellung der theologisch-katholischen Fakultäten an den staatlichen Hochschulen. Er war langjähriges Mitglied im Aktionsausschuss von Renovabis.
Doering lebte ab 2006 als Ruhestandsgeistlicher in der Filialgemeinde Lederdorn in Chamerau.

## Ehrungen und Auszeichnungen
Für seine seelsorgerische Arbeit wurde Doering mehrfach ausgezeichnet. 1996 wurde Doering zum Prälaten ernannt. 2002 erhielt er die Bayerische Verfassungsmedaille in Silber, 2005 den Verdienstorden der Bundesrepublik Deutschland (Verdienstorden am Bande). Im Juli 2006 wurde er durch Papst Benedikt XVI. zum Apostolischen Protonotar ernannt und im Juli 2007 zeichnete ihn der bayerische Ministerpräsident Edmund Stoiber mit dem Bayerischen Verdienstorden aus. 2007 wurde er vom Landeskomitee der Katholiken in Bayern für seine Verdienste um das katholische Laienapostolat in Bayern mit der Franz-Eser-Medaille geehrt.
Er ist Namensgeber der Dr.-Valentin-Doering-Straße in Michelau in Oberfranken.

## Schriften
- Staat und Kirche: Anmerkungen zu einer dynamischen Verhältnisbestimmung. Bachem, Köln 1999, ISBN 3-7616-1532-9.